# Gryllacris piracicabae
Gryllacris piracicabae är en insektsart som beskrevs av Piza Jr. 1975. Gryllacris piracicabae ingår i släktet Gryllacris och familjen Gryllacrididae. Inga underarter finns listade i Catalogue of Life.